# Хауи Дъроу
Хауърд Дуейн Дъроу (на английски: Howard Dwaine „Howie D.“ Dorough) е американски певец, музикант, актьор и продуцент, член на легендарната група „Бекстрийт Бойс“.

## Биография
Той е роден на 22 август 1973 г. в Орландо, Флорида, САЩ. На 6 години Хауи започва да пее в хора на католическата църква, и да участва в театрални постановки. През 1987 г. Дъроу участва в кастинга за набиране на участници в група Менудо, но не е одобрен, заради лошия му испански. В юношеските си години Хауи участва в множество кастинги и прослушвания, където се запознава с Ник Картър и Ей Джей Маклийн. През май 1992 г. от статия в местния вестник, Хауи разбира, че се търсят талантливи юноши, за участие в нова вокална група. Хауи Дъроу заедно с Ник Картър и Ей Джей Маклийн се явяват на тези прослушвания и стават първите членове на новата група Бекстрийт Бойс. Към тях се присъединяват професионалния актьор и танцьор Кевин Ричардсън и братовчеда на Ричардсън – Брайън Литръл. Групата има до момента над 130 милиона записа по целия свят. Дъроу има издадени 2 самостоятелни албума. Първия албум се казва Back To Me и е издаден през 2011 г., а втория албум е концертен и се казва Live from Toronto. Той е издаден през 2012 г.
Хауи обявява връзката си с талантливата брокерка Ли Бониело на 16 август 2007 г. По-късно се разбира, че двойката е заедно от 2000 г. Хауи Дъроу и Ли Бониело сключват брак на 8 декември 2007 г. На 6 май 2009 г. се ражда техния първи син Джеймс Хоук Дъроу, а на 16 февруари 2013 г. се ражда техния втори син Холдън Джон Дъроу.